# Atiquizaya
Atiquizaya è un comune del dipartimento di Ahuachapán, in El Salvador.
Ha una superficie di 66,64 km² ed una popolazione(censimento 2007) di 33 587 abitanti, ad un'altitudine di 599 m.
Il comune è diviso in 14 frazioni: El Chayal, Salitrero, Tapacún, Tortuguero, El Iscaquilío, Joya del Plantanar, Joya del Zapote, La Esperanza, Loma de Alarcón, Pepenance, San Juan El Espino, Santa Rita, Rincón Grande y Zunca.